# Championnat du Honduras de football 1980
Navigation
Saison précédente Saison suivante
La LINAFUT 1980 est la quinzième édition de la première division hondurienne.
Lors de ce tournoi, le CD Marathon a tenté de conserver son titre de champion du Honduras face aux neuf meilleurs clubs honduriens.
Chacun des dix clubs participant était confronté trois fois aux neuf autres équipes. Puis les cinq meilleures se sont affrontées lors d'une phase finale à la fin de la saison.
Seulement deux places étaient qualificatives pour la Coupe des champions de la CONCACAF et quatre pour la Coupe de la Fraternité.

## Les 10 clubs participants
| \| Tegucigalpa: Atlético Morazán CD Motagua CD Olimpia Pumas UNAH Tegucigalpa Deportivo Broncos CD Marathon Real España Tegucigalpa CD Platense CD Marathon Real España Tegucigalpa CD Victoria CD Vida CD Victoria CD Vida \| Localisation des clubs engagés dans le championnat. |
| Tegucigalpa: Atlético Morazán CD Motagua CD Olimpia Pumas UNAH Tegucigalpa Deportivo Broncos CD Marathon Real España Tegucigalpa CD Platense CD Marathon Real España Tegucigalpa CD Victoria CD Vida CD Victoria CD Vida                                                           |

| Club              | Stade                        | Capacité          | Ville          |
| Atlético Morazán  | Stade inconnu                | Capacité inconnue | Tegucigalpa    |
| Deportivo Broncos | Stade Fausto Flores Lagos    | 5 000             | Choluteca      |
| CD Marathon       | Stade Yankel Rosenthal       | 15 000            | San Pedro Sula |
| CD Motagua        | Stade Tiburcio Carias Andino | 35 000            | Tegucigalpa    |
| CD Olimpia        | Stade Tiburcio Carias Andino | 35 000            | Tegucigalpa    |
| CD Platense       | Stade Excelsior              | 10 000            | Puerto Cortés  |
| Real España       | Stade Francisco Morazán      | 20 000            | San Pedro Sula |
| Pumas UNAH        | Stade Tiburcio Carias Andino | 35 000            | Tegucigalpa    |
| CD Victoria       | Stade Nilmo Edwards          | 25 000            | La Ceiba       |
| CD Vida           | Stade Nilmo Edwards          | 25 000            | La Ceiba       |

## Compétition
La compétition se déroule en deux phases.
Dans un premier temps, l'ensemble des équipes s'affrontent à trois reprises dans une phase régulière qui compte 27 journées.
Dans un second temps, les cinq premiers participent à la phase pentagonale où chaque club affronte deux fois les quatre autres.
Enfin, si le leader de la phase régulière et le vainqueur de la phase pentagonale sont différents, les deux équipes s'affrontent lors d'une finale pour désigner le champion de la saison.

### Phase régulière
Lors de la phase régulière les dix équipes affrontent à trois reprises les neuf autres équipes selon un calendrier tiré aléatoirement.
Le classement est établi sur l'ancien barème de points (victoire à 2 points, match nul à 1, défaite à 0).
Le départage final se fait selon les critères suivants :
- Le nombre de points.
- Un match de barrage en cas de qualification en jeu.

| Rang | Équipe               | Pts | J  | G  | N  | P  | Bp | Bc | Diff |
| ---- | -------------------- | --- | -- | -- | -- | -- | -- | -- | ---- |
| 1    | Real España          | 34  | 27 | 14 | 6  | 7  | 35 | 26 | +9   |
| 2    | CD Vida              | 31  | 27 | 12 | 7  | 8  | 33 | 30 | +3   |
| 3    | CD Marathon (T)      | 29  | 27 | 8  | 13 | 6  | 39 | 32 | +7   |
| 4    | CD Olimpia           | 29  | 27 | 10 | 9  | 8  | 31 | 32 | -1   |
| 5    | CD Victoria          | 28  | 27 | 10 | 8  | 9  | 27 | 33 | -6   |
| 6    | CD Motagua           | 27  | 27 | 6  | 15 | 6  | 32 | 31 | +1   |
| 7    | Pumas UNAH           | 23  | 27 | 10 | 3  | 14 | 33 | 35 | -2   |
| 8    | Deportivo Broncos    | 23  | 27 | 6  | 11 | 10 | 28 | 30 | -2   |
| 9    | Atlético Morazán (P) | 23  | 27 | 7  | 9  | 11 | 28 | 32 | -4   |
| 10   | CD Platense          | 23  | 27 | 7  | 9  | 11 | 22 | 27 | -5   |

| Légende : Qualifications et relégations | Légende : Qualifications et relégations                                                                                 |
| --------------------------------------- | --- |
|                                         | Coupe des champions de la CONCACAF 1981 (1er Tour de qualification) Coupe de la fraternité 1981 (ru) (Quarts de finale) |
|                                         | Coupe de la fraternité 1981 (ru) (Quarts de finale)                                                                     |
|                                         | Relégué en Liga Nacional de Ascenso                                                                                     |
|                                         | En gras: Qualifié pour la phase pentagonale (T) : Tenant du titre (P) : Promu de la saison 1979                         |

### La Phase Pentagonale
Le classement est établi sur l'ancien barème de points (victoire à 2 points, match nul à 1, défaite à 0).
Le départage final se fait selon les critères suivants :
- Le nombre de points.
- Un match de barrage en cas de qualification en jeu.

| Rang | Équipe          | Pts | J | G | N | P | Bp | Bc | Diff |
| ---- | --------------- | --- | - | - | - | - | -- | -- | ---- |
| 1    | CD Marathon (T) | 11  | 8 | 4 | 3 | 1 | 13 | 6  | +7   |
| 2    | CD Olimpia      | 11  | 8 | 4 | 3 | 1 | 12 | 4  | +8   |
| 3    | Real España     | 11  | 8 | 5 | 1 | 2 | 12 | 9  | +3   |
| 4    | CD Vida         | 5   | 8 | 1 | 3 | 4 | 4  | 11 | -7   |
| 5    | CD Victoria     | 2   | 8 | 0 | 2 | 6 | 3  | 14 | -11  |

### Finale
| Match aller     | Real España                        | 2:0 | CD Marathon | Stade Francisco Morazán |  |
| 6 décembre 1980 | Javier Chavarría · Enrique Mendoza |     |             |                         |  |

| Match retour     | CD Marathon    | 1:0 | Real España | Stade Yankel Rosenthal |  |
| 11 décembre 1980 | Roberto Bailey |     |             |                        |  |

| Match d'appui    | Real España                     | 2:1 | CD Marathon   | Stade Francisco Morazán              |                                      |
| 17 décembre 1980 | Walter Jimminson · Allan Costly |     | Antonio Pavón | Arbitrage : José Manuel Andino Pinel | Arbitrage : José Manuel Andino Pinel |

## Bilan du tournoi
| Tableau d'Honneur                   |             |
| Compétition                         | Vainqueur   |
| Liga Nacional de Fútbol de Honduras | Real España |

| Qualifications continentales 1981-1982 |                                            |
| Coupe des champions de la CONCACAF     | Qualifiés                                  |
| 1er tour de qualification              | Real España CD Marathon                    |
| Coupe de la Fraternité                 | Qualifiés                                  |
| Quarts de finale (ru)                  | Real España CD Marathon CD Vida CD Olimpia |

| Promotions et relégations           |                       |
| Relégué en Liga Nacional de Ascenso | CD Platense           |
| Promu de Liga Nacional de Ascenso   | Independiente Villela |